# Horst Schröder (Politiker)
 Horst Schröder (* 25. Februar 1938 in Hamburg; † 6. April 2022) war ein deutscher Politiker (CDU).

## Leben und Beruf
Horst Schröder absolvierte nach seinem Abitur eine Banklehre. Es folgte von 1960 bis 1965 ein Studium der Wirtschaft- und Betriebswissenschaften an der Universität Hamburg und in Kiel an der Christian-Albrechts-Universität. Nach dem Studium arbeitete er als Diplomvolkswirt am Hamburgischen Weltwirtschaftsinstitut und später als Public-Relations-Referent bei einem Mineralölkonzern. Ab 1970 bis 1984 Mitarbeiter der Vereins- u. Westbank AG. Von 1984 bis 1989 war er Geschäftsführer der Deutschen Investitions- und Entwicklungsgesellschaft (DEG) in Köln und von 1989 bis 1991 Geschäftsführer einer Beteiligungsgesellschaft der Deutschen Lufthansa AG in Köln und Moskau. Nach der Wiedervereinigung wurde er von 1991 bis 2003 als Präsident des Landesrechnungshofes Sachsen-Anhalt berufen.

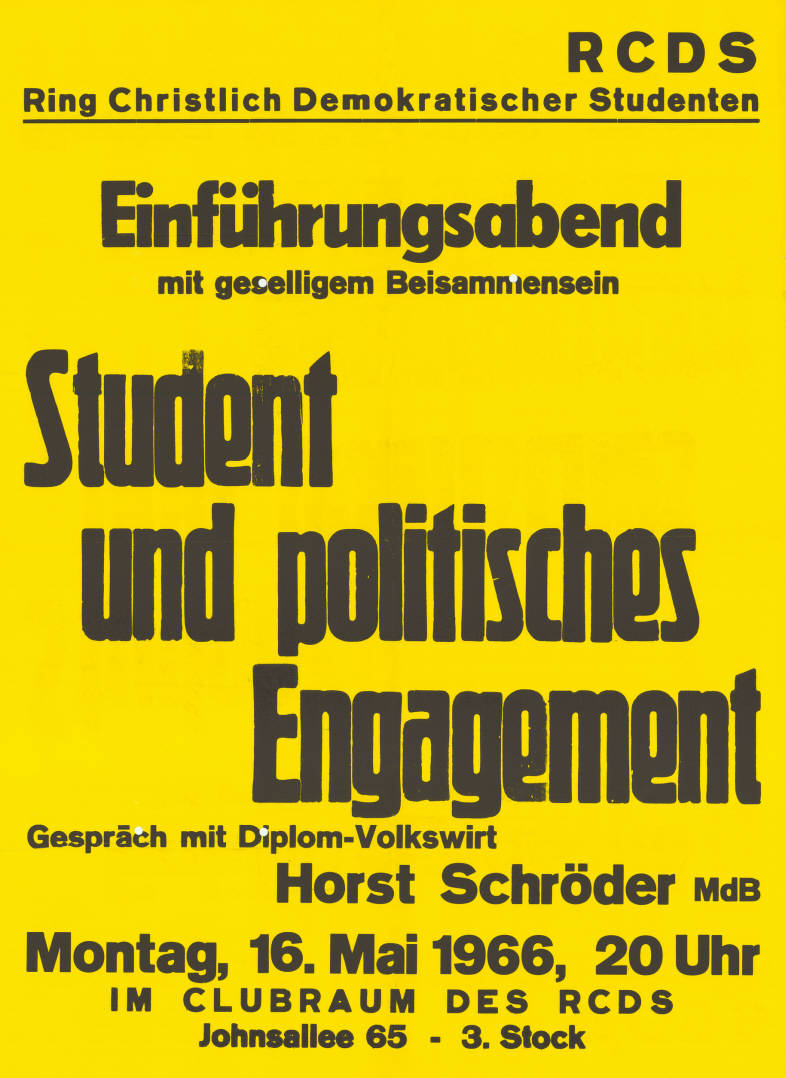
Ankündigungsplakat für Einführungsabend der Ring Christlich-Demokratischer Studenten mit Horst Schröder, in 1966.

## Politik
Horst Schröder trat 1957 in die CDU ein und war ab 1966 Abgeordneter in der Hamburgischen Bürgerschaft. Er saß dort bis 1972 und war dort bildungspolitischer Sprecher und zudem von 1968 bis 1970 hauptamtlicher Geschäftsführer der CDU-Fraktion. Bei der Bürgerschaftswahl 1970 gehörte er einer fünfköpfigen Spitzengruppe an (die CDU gewann bei der Wahl nur geringfügig hinzu). Im Jahr 1972 ging er nach Lüneburg und wurde von dort im selben Jahr in den Deutschen Bundestag gewählt. Er vertrat den Wahlkreis Lüneburg – Lüchow-Dannenberg bis 1984 als Abgeordneter der CDU/CSU-Fraktion. 1981 besuchte er die Colonia Dignidad.

## Ehrungen
- Mai 1984: Goldene Ehrennadel des Deutschen Handwerks
- Nov. 1984: Verdienstkreuz Erster Klasse des Verdienstordens der Bundesrepublik Deutschland
- 1. April 1987: Verleihung der Ehrendoktorwürde für Wirtschaftswissenschaften der Gazi-Universität Ankara